# Dudley Moulton
Dudley Moulton, född 28 december 1878, död 5 juli 1951, var en amerikansk entomolog. Han var specialiserad på tripsar.
Auktorsnamnet Moulton kan användas för Dudley Moulton i samband med ett vetenskapligt namn inom zoologin; se Wikipedia-artiklar som länkar till auktorsnamnet.